# Гірнича промисловість Киргизстану
Гірнича промисловість Киргизстану.

## Загальна характеристика
На початку XXI ст. у країні видобувають і переробляють руди W, Mo, Sn, Hg, Sb, Au, U, рідкісних металів і неметалічних корисних копалин. Питома вага гірн. промисловості в К. суттєва — на її частку припадає у 2002 р бл. 60% всього промислового виробництва республіки. У ВВП країни гірничодобувна галузь становила у 2001 р 7,7%, а гірнича і металургійна — 10%.
З розпадом Радянського Союзу гірничорудні підприємства Киргизької Республіки зіткнулися з такими проблемами, як втрата ринків збуту, зростання цін на паливо, електроенергію, дефіцит оборотного капіталу, втрати фахівців, зношеність морально застарілого обладнання, падіння цін на метали, необхідність переходу до видобування корисних копалин на великих глибинах. Внаслідок цього гірничорудна промисловість істотно знизила обсяги виробництва. Майже в 10 раз поменшало виробництво вугілля (з 4 млн т до 400 тис. т), в 2-3 рази стибію (замість 20 тис. т — 5-7 тис. т), припинився видобуток рідкісноземельних елементів, закрилися всі уранові і поліметалічні рудники. Уряд К. прийняв ряд заходів для відновлення і подальшого розвитку гірничої промисловості. Ухвалені «Закон про надра», «Податковий кодекс», «Закон про іноземні інвестиції»; всі гірські комбінати приватизовані. Розсекречені відомості про запаси всіх без винятку к.к. По лінії ООН англійською мовою випущено збірник «Геологія і корисні копалини Киргизстану». Киргизстан став членом Всесвітньої торгової організації.
Республіка відкрита для іноземних геологорозвідувальних і гірничодобувних компаній, а уряд готовий сприяти іноземним інвесторам. В Киргизстані працюють канадські компанії «Камеко», «ТЕК Корпорейшн», американські компанії «Фелпс Додж», «Ньюмонт Ґолд» «Баррік Ґолд», «Хемко», японська компанія «Міндеко», англійська компанія «Оксус», австралійська «Нормандія Майнінг», Малайзійська гірничорудна компанія і інші.

## Окремі галузі

### Нафта і газ
В К. нафта видобувається з 1901 р, а природний газ з 1960 р. Експлуатуються родов. Чангир-Ташське, Ізбаскентське, Майлі-Суйське-IV, Майлі-Суйське-III, Чигирчикське, Карагачське, Тогап-Бешкентське, Сузакське. Загальний експлуатац. фонд становить понад 300 свердловин. Осн. обсяг нафти добувається глибинно-насосним способом. Родов. розробляються методом штучної підтримки пластового тиску шляхом їх заводнення.
На початку XXI ст. державна нафтогазова компанія АТ Киргизнефтєгаз (Kyrgyzneftegaz), — основний продуцент вуглеводнів, — ідентифікувала 15 нових нафтових і газових полів у південному Киргизстані з резервами 1.6 млн т нафти і 4.9 млрд м³. газу. Компанія видобула в 2001 р 75,5 тис.т нафти і 32.7 млн м³. газу [Mining Annual Review 2002].
По території Киргизії проходять газопроводи Бухара — Ташкент — Бішкек — Алма-Ата і Майлі-Сай — Джалал-Абад — Кара-Суу — Ош.

### Вугільна промисловість
Вугільна промисловість — найстаріша галузь промисловості. Експлуатація вугільних родов. К. почалася в XIX ст. (Наринське, 1890; Кок-Янгакське, 1896; Кизил-Кійське, 1898; Сулюктинське, 1900). В середині XX ст. освоєні Джергаланське, Каджи-Сайське і Мін-Кушське родов. Пізніше введений в експлуатацію кар'єр Алмаликський. Вугілля в осн. буре, використовуються як енергетичне. До 1980 р. галузь нарощувала обсяг видобутку. Його пік припадає на 1976-80 рр., коли в середньому на рік було видобуто понад 4,2 млн т вугілля. У 1990-х роках — на поч. XXI ст. (2002) діяло 12 вуглевидобувних підприємств, в тому числі 6 кар'єрів. Обвальне зменшення вуглевидобутку відбулося за період після 1991 р. В результаті у 2001 р. видобуто вугілля тільки 0,477 млн т. Видобуток вугілля ведеться на родовищах Кок-Янгак, Ташкумир, Абшир, Уч-Коргон, Алмалик, Сулюкта, Джергалан, Кара-Кіче, Мінкуш.
Передбачається зростання видобутку вугілля в 2002 до 580 тис.т. Станом на 1 січня 2002 р вугільна підгалузь мала 11 функціонуючих копалень і дві допоміжні. До 2005 заплановано збільшити видобуток вугілля до 1.0 млн т. Основний виробник вугілля в країні — компанія Kyrgyzkomur Corp. (Киргизвугілля, Kyrgyzugol).

### Видобуток руд кольорових металів
Видобуток руд кольорових металів здійснюється з 1940-х років. Першими були освоєні Кадамджайське стибієве і Хайдарканське ртутне родов. У 50-і рр. XX ст. почали розроблятися Чаувайське ртутне, Терек-Сайське стибієве, Ак-Тюзське, Ак-Кульське, Боординське, Сумсарське і Канське поліметалічні родовища. У 60-і рр. XX ст. розпочата експлуатація Симапського ртутного родов. На їх базі було відкрито Кадамджайський стибієвий (первісток кольорової металургії Киргизстану, 1936 р), Хайдарканський ртутний і Киргизький гірничо-металургійний комбінати. Розробка руд ведеться підземним та відкритим способом.
Кадамджайський стибієвий комбінат — єдине в країнах СНД підприємство із закінченим циклом робіт. На початку XXI ст. у складі Кадамджайського стибієвого комбінату діють два підземних рудники — Кадамджай і Терексай. Сировинна база Кадамжайського рудника — родовища Кадамжай і Північний Акташ із запасами 6,3 млн т руди (95 тис.т сурми). Стибій-флюоритові руди родовища Північний Акташ характеризуються низьким вмістом стибію (0,51%) і підприємством не розробляються. Комбінат переробляє як місцеву, так і імпортну сировину з Росії і Таджикистану. У 1990 р. Кадамджайський комбінат виробив 17608 т стибію, зайнявши серед аналогічних виробників 3-є місце у світі після Китаю і Болівії, але в останні роки випускає близько 1200 т стибію і сполук. Ринки збуту — Росія, Узбекистан, Казахстан, Україна, Велика Британія, Венесуела, Корея і інш.
ДАТ «Хайдарканський ртутний комбінат» забезпечено запасами на тривалу перспективу. У 1998 р. на комбінаті виробництво Hg становило 630 т, флюоритових конц-тів 3200 т, антимонітових конц-тів 180 т із загальним обсягом продажу продукції на суму 3 млн дол. До складу комбінату у 2002 р. входять декілька рудників і фабрика збагачення плавикового шпату, ртутно-стибієвої сировини та металургійний завод для отримання ртуті. На однойменному родовищі добувають монометалічні ртутні і комплексні ртутно-стибієві руди. Запаси ртуті на родовищі Хайдаркан — 21 тис. т з середнім її вмістом в руді 0,17%. Основна продукція — металева ртуть і концентрат плавикового шпату. У 1990 р. тут було одержано 800 т ртуті, в 2000 р. при переробці комплексних руд отримано 600 т ртуті, 800 т концентратів стибію, 16 тис. т плавикового шпату. Стибієвий концентрат надходить на Кадамджайський стибієвий комбінат. Діє рудник Улугтау (Чонкой), на якому запаси ртуті становлять 22,7 тис. т при вмісті її в руді 0,26%. Бл. 90% продукції комбінату йде на експорт в Китай, США, Нідерланди. Комбінат планує переробляти ртутьвмісні відходи, накопичені на підприємствах Росії, Західної Європи, а також багаті руди невеликих родовищ гніздового типу (Адираккоо, Сарибел, Ташбулак і інш.), розташованих поблизу. Продукція постачається в Росію і інші країни СНД, Європи і Азії.

### Уран
Переробка уранових концентратів на початку XXI ст. (2002) здійснюється на ГЗК ДАТ «Кара-Балтинський гірничорудний комбінат», який виробляє закис урану з хімічних концентратів природного урану; хімічні сполуки молібдену, вольфраму і олова з концентратів і відходів виробництва цих металів; афіноване золото і срібло в злитках з катодного і шліхового золота, сплавів Доре і промпродуктів. Поставниками сировини для комбінату, крім Киргизстану, є Казахстан, Росія, інші країни СНД. Продукція гідрометалургійного виробництва комбінату відповідає вимогам світових стандартів і експортується в Росію, Білорусь, країни Західної Європи і Північної Америки. Потужності підприємства дозволяють виробляти щорічно до 1200 т закису-оксиду урану, до 600–1000 т амонію молібденокислого, вольфрамокислих солей амонію, металевого олова, до 40 т афінованого в злитках золота і срібла. Подальші перспективи місцевої уранової промисловості пов'язують з освоєнням уран-молібден-ванадієвого родов. Сариджаз (8,2 тис. т урану з вмістом його в руді 0,022%) і Кизил-Омпульської групи уран-торіонітових розсипів (13,4 тис. т урану із вмістом 11 г/м3).

### Золото
Активно розвивається золоторудна галузь. Перше підприємство з видобутку золота побудоване в 1986 р. на базі родовища Макмал, де щорічно добувають близько 2 т благородного металу. Кар'єрні запаси практично відпрацьовані. Вирішується питання про створення підземного рудника.
У 1997 р. видобуток золота в країні склав 17 т, у 1998 — 21 т, 2000 — 22 т, 2001 — 24,67 т. З них у 2001 р компанія Kyrgyz-Canadian Kumtor Gold Co. видобула 23.4 т, що на 1.9 т (12.3%) більше ніж у 2000.
В XXI ст. розвиток золотодобувної галузі є однією з пріоритетних задач ВАТ «Киргизалтин», створеного у 1992. «Киргизалтин» добуває золото на родов.: Кумтор, Макмал, Солтан-Сари, Джеруйське, Терек-Сайський рудник та ін. Запаси Кумтору експерти оцінюють в 500–700 т золота, держкомісія по запасах затвердила 285 т. балансових запасів, 22,8 т — забалансових (1995). У СП «Кумтор» (за участю канадської компанії «Камеко») з 1996 р. інвестовано 452,2 млн дол. США. З початку експлуатації тут вже видобуто понад 100 т золота. Річна продуктивність по руді — 6 млн т, по золоту — 20 т. Собівартість золота — 150–180 дол. за унцію. На місці виплавляється сплав Доре. Афінаж золота здійснюється на Карабалтінському комбінаті (60 км від м. Бішкек). При щорічному видобутку в 20-22 т кар'єрні запаси можуть бути погашені за 10 років. Подальша перспектива пов'язується з підземними рудовидобувними роботами. З 1986 р. на родовищі Макмал щорічно добувають з кар'єру від 1 до 2,4 т золота. У 2001 р стали переробляти золотовмісні руди з середнім вмістом золота 2,5 г/т. При позитивному розв'язанні цих проблем Макмальський золотодобувний комбінат додатково може добути до 22 т золота.
Найближчим часом намічається експлуатація ще двох родовищ золота. Англо-австралійською компанією «Норокс» — родовища Джеруй (75 т золота, руда із вмістом 6,3 г/т). Малайзійська гірничорудна компанія склала проект шахтної експлуатації родовища Талдибулак Лівобережний в Кемінському районі Чуйської області. Загальні запаси 110 т золота, промислового золота бл. 80 т, руда із вмістом Au 6 г/т). Курує проект освоєння родовища згідно з постановою уряду АТ «Киргизалтин».

### Олово і вольфрам
З 1992 р. гірниче підприємство АТ «Енільчек» на родовищі Атжайлоо, а потім на дільниці Лісиста родовища Трудове добуває щорічно 30-70 тис. т руди, випускаючи 150–350 т олова і 90-120 т вольфраму в концентраті. Ринок збуту продукції — Росія та інші країни СНД. На базі олово-вольфрамового родовища Трудове (95,7 тис. т WO3 із вмістом 0,38% і 150 тис. т олова із вмістом 0,58%) почате будівництво Сариджазького комбінату з проектною продуктивністю 300 тис. т руди.

### Свинець і цинк
Декілька рудників, що діяли до 70-х років по видобутку свинцю і цинку законсервовані внаслідок виробки багатих руд.

### Молібден
Виробництво в Киргизстані Мо в 1998 р. становило 150 т.

### Рідкісні землі
ДАТ «Киргизький хіміко-металургійний завод» випускає 20 видів рідкісноземельної продукції (2002). Подальший розвиток і модернізація виробництва рідкісних земель, монокристалічного кремнію, кремнієвих пластин і епітаксіальних структур плануються в кооперації з підприємствами Росії: АТ «Уралрєдмєт», АТ «Подольський хіміко-металургійний завод», АТ «Ельма», АТ «Рєдмєт-сервіс».

### Нерудні корисні копалини
З нерудних к.к. в К. добувають облицювальні матеріали (мармур, вапняк-черепашник, сієніти, граніти), сировину для цементу і вапна (суглинки, вапняк), пісок будівельний, глину цегельну, піщано-гравійну суміш, кам'яну сіль, бутовий камінь, сировину для керамзиту. Видобуток буд. м-лів і облицювальних каменів ведеться з 80-х рр. XX ст. на нових родов. сієнітів (Ак-Уленське), мармуру (Аримське), гранітоїдів (Каїндинське), вапняків (Сари-Ташське). Видобуток здійснюється відкритим способом із застосуванням шпуро-клинового методу відокремлення блоків від гірської маси, а також каменерізних машин. В К. розробляються бл. 60 родов. вапняків, глин, піску і гіпсу. Розробка ведеться відкритим способом з використанням бульдозерів, екскаваторів, скреперів. Кам'яну сіль видобувають на Чон-Тузському та Кетмень-Тьобінському родов.
Ташкумирський завод по виробництву полікристалічних кременів має потужність бл. 3 т/рік, що становить 25% світового попиту.
Унікальне за величиною Чаткальське родовище воластоніту розробляє російська компанія «Нурскіф», що базується в Бішкеку.
На базі гідромінеральних ресурсів країни діють ряд курортів і заводи мінеральних вод.

## Гірнича наука та освіта
У галузі геології і гірн. справи в К. ведуть дослідження наук. установи АН Киргизстану: Інститут автоматики (з 1960, Бішкек), Інститут геології ім. М. М. Адишева (з 1943, Бішкек), Інститут фізики і механіки гірн. порід (з 1960, Бішкек), Інститут сейсмології (з 1975, Бішкек), а також галузеві, проблемні лабораторії, кафедри і інш. структурні підрозділи. У 1954 при політехн. інституті (Бішкек) створений гірничо-геол. ф-т. Працюють Кизил-Кійський гірн. технікум і Бішкекський політехн. технікум.